# Blosyrini
Los blosirinos (Blosyrini) son una tribu de insectos coleópteros curculiónidos pertenecientes a la subfamilia Entiminae.  

## Géneros
- Blosyrodes
- Blosyrosoma
- Blosyrus
- Bradybamon
- Dactylotus
- Holonychus
- Proscephaladeres